# ミヤコカナヘビ
ミヤコカナヘビ（宮古金蛇、Takydromus toyamai）は、爬虫綱有鱗目カナヘビ科カナヘビ属に分類されるトカゲである。

## 分布
日本（宮古列島のうち宮古島、池間島、大神島、伊良部島、下地島、来間島）固有種
かつては沖縄本島等に分布するアオカナヘビと同一種であると考えられてきたが、1996年に新種であることが判明し、ミヤコカナヘビと名付けられた。
通説では宮古列島は約40万年前まで海進により水没していたとされるが、本種はそれよりも古い種であると考えられており、地史学上の通説と整合しない。また、本種は、近隣の沖縄本島等に分布するアオカナヘビや八重山列島に分布するサキシマカナヘビとは系統的に異なり、台湾に分布するスタイネガーカナヘビや中国南部に分布するキタカナヘビと系統的に近いとされる。

## 形態
全長16 - 22センチメートル。雌雄とも30センチメートルまで成長するともされる。頭胴長4.5 - 6センチメートル。体色は緑色だが、淡褐色がかる個体もいる。体側面に筋模様は入らない。咽頭板は3対。

## 生態
草原に生息するが、林縁・農耕地周辺の低木・民家の緑地にも生息する。昼行性。冬眠はしないが、冬季は不活発になる。
主に昆虫、クモなどを食べる。
繁殖様式は卵生。1回に2個の卵を年に数回に分けて産む。卵は1か月で孵化する。孵化した翌年には性成熟し、寿命は不明だが性成熟した翌年以降も生存し繁殖を行う。

## 人間との関係
方言名はクースファイヤ。
土地開発、農薬による影響、人為的に移入されたインドクジャクやニホンイタチによる捕食などにより生息数は激減している。ペット用の乱獲による生息数の減少も懸念されている。2016年に国内希少野生動植物種に指定され、卵も含め捕獲・譲渡などが原則禁止されている。2017年現在沖縄県レッドリストでは絶滅危惧IB類と判定されている。また、2019年6月11日には沖縄県の天然記念物に指定されている。
絶滅危惧IA類 (CR)（環境省レッドリスト）
2017年度より、札幌円山動物園で、環境省及び日本動物園水族館協会による保護増殖事業の一環として飼育されており、2022年までに8世代(200匹以上)の繁殖に成功し、野生復元に向けた個体群形成が進められている。